# 光安義光
光安 義光（みつやす よしみつ、1919年（大正8年）1月8日 - 1999年（平成11年）4月11日）は日本の建築家。兵庫県庁舎などモダニズムの作品を残した。

## 経歴
福岡県出身。1942年、東京工業大学建築科卒業。召集を受け、ビルマ戦線で終戦を迎え、捕虜生活となる。日本に帰還後、1948年に兵庫県庁入り。1950年に営繕課へ配属され、以後、県庁舎や県立近代美術館の設計に当たる。1970年に退職し、明石工業高等専門学校教授。1979年、同校を辞し、光安建築設計事務所を開設する。兵庫県建築設計監理協会会長などを務めた。

## 作品
- 日本真珠会館（1952年） - 日本におけるモダン・ムーブメントの建築にも選定されたが、2023年に取壊し。
- 兵庫県庁舎（1964年、1970年） - 1号館・2号館の建設に関わった。旧耐震基準の設計であるが堅牢な構造で、1995年の阪神・淡路大震災でも大きな損傷はなかった。設備の老朽化と耐震強度不足と診断されたことで、建替えられる予定。
- 兵庫県立近代美術館（1970年、村野藤吾＋兵庫県営繕課） - 阪神・淡路大震災で壁、柱などに被害を受けるが、復旧工事を行い美術館として再開。県立美術館（安藤忠雄設計）の竣工後は、原田の森ギャラリーとなっている。

## 著書
- 『わすれがちな設計のポイント』 (相模書房、1980年）
- 『設備技術者のための建築再入門』 (学芸出版社、1981年）

## 文献
- 『知られざる建築家　光安義光』（青幻舎、2000年）